# Rudolf Große (Sprachwissenschaftler)
Rudolf Friedrich Paul Große (* 28. Juli 1924 in Heldrungen; † 8. Januar 2017 in Leipzig) war ein deutscher Sprachwissenschaftler.

## Leben
Nach dem Besuch des Realgymnasiums in Bad Frankenhausen und der Oberrealschule der Franckeschen Stiftungen in Halle (Saale), wurde Große in den Zweiten Weltkrieg eingezogen. Nach Kriegsende geriet er in englische Kriegsgefangenschaft.
Große studierte von 1947 bis 1952 an den Universitäten Halle und Leipzig Germanistik und Latein. 1954 promovierte er zum Thema Die meißnische Sprachlandschaft. Dialektgeographische Untersuchungen zur obersächsischen Sprachgeschichte. an der Universität Leipzig und erlangte damit den Titel des Doktor der Philosophie. Ab 1959 war er Dozent für Germanistik an der Philosophischen Fakultät der Karl-Marx-Universität Leipzig und nach seiner Habilitation 1962 Professor mit Lehrauftrag für Germanistik an der Philosophischen bzw. Philologischen Fakultät in Leipzig. Fortan arbeitete er eng mit Theodor Frings zusammen. Die Ernennung zum ordentlichen Professor erfolgte 1969.
Große war unter anderem Mitglied der Kommission des Faches Deutsch beim Ministerium für Volksbildung und Vorsitzender der Sektion Deutsch als Fremdsprache des wissenschaftlichen Beirates für Kultur- und Sprachwissenschaften beim Ministerium für Hoch- und Fachschulwesen.
International war Große ein anerkannter Sprachwissenschaftler und nahm als Referent an Tagungen im In- und Ausland teil.

## Auszeichnung
- 1980: Jacob-und-Wilhelm-Grimm-Preis

## Werke (Auswahl)
- Die Meißnische Sprachlandschaft (1955)
- Schwabenspiegel (1964)
- Beiträge zur Soziolinguistik (Halle, 1974, Mitherausgeber)
- Martin Luthers Sprichwortsammlung (Leipzig, 1983)
- Beiträge zur Sprachgeschichte und Soziolinguistik (1989)
- Textarten im Sprachwandel. Nach der Erfindung des Buchdrucks (Heidelberg, 1996, Mitherausgeber)
- Residua. Ungedruckt gebliebene Vorträge zur Grammatik, Sprachgeschichte und Soziolinguistik des Deutschen (1967–1986) (Leipzig, 2004)
- Wittenberg. Sprache und Kultur in der Reformationszeit (Frankfurt am Main, 2008)[2][3]